# Riemannscher Kossäthenhof

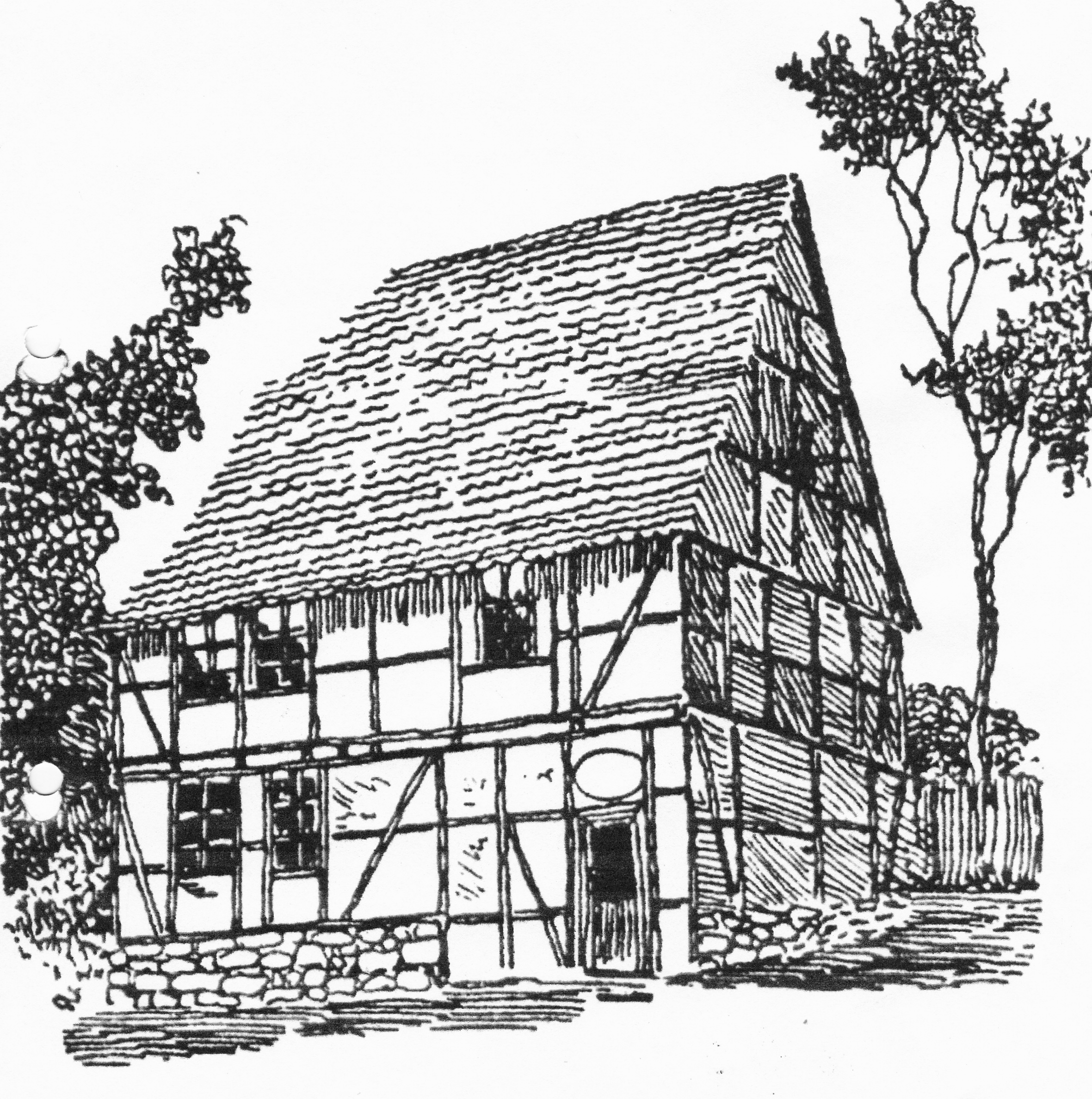
Riemannscher Kossäthenhof, wohl 1908

Der Riemannsche Kossäthenhof war ein als Baudenkmal bewerteter Kossatenhof im heute zur Stadt Wanzleben-Börde in Sachsen-Anhalt gehörenden Dorf Remkersleben.

## Lage
Er befand sich am südlichen Ende der heutigen Alten Dorfstraße nahe der Einmündung auf die heutige Lange Hauptstraße.

## Architektur und Geschichte
Das zweigeschossige Wohnhaus entstand im Jahr 1779 in einer schlicht gehaltenen Fachwerkbauweise. Der Vorgängerbau wurde am 4. und 5. März 1779 abgerissen. Der Neubau begann am 6. März, die Aufrichtung am 21. Mai 1779. Bauherr und zugleich auch Baumeister war der Zimmermann Johann Christian Riemann. Das mit einem steilen Satteldach bedeckte Haus war zunächst mit Stroh, später dann mit Ziegeln eingedeckt. Die Haustür befand sich weit rechts in der Fassade. Oberhalb der Tür befand sich in einem Oval die Inschrift:
Durch Gottes beystand steht dieß Hauß

Ihm sey Dank und die Ehr gegeben

Wir gehen nun drin ein und auß

Er schenk Nahrung, gesundes Leben,

Sein Friedens Geist regiere Herz und Sinnen

biß wir dereinst in Frieden gehn von hinnen

Da ein gut Kampf dieser Zeit bringet Freud

Halleluja in Ewigkeit

Johann Christian Riemann 1779 Sophia Elisabetha Grämern

Im Inneren des Hauses ging von einem kleinen Flet eine Tür in den Keller und nach oben eine kurze Treppe zur Wohnstube ab. Davor befand sich ein Gang zum Hängeboden.
Die Baukosten beliefen sich insgesamt auf 118 Reichstaler und 23 Silbergroschen. Für das Gebäude wurden drei große Eichen aus Groß Bartensleben beschafft. Aus Magdeburg wurden sechs Balken aus Tannenholz, ein halber Schock Latten und sechs Schock Lattennägel geholt. Bruchsteine, Ziegel und Kalk kamen aus Seehausen. Die Glasscheiben für die Fenster lieferte der Glaser Krausen aus Seehausen. Das Stroh zur Eindeckung des Dachs hatte man von mehreren Personen, darunter Pastor Rotherman, erworben. Da die gekaufte Menge nicht genügte, bat und erhielt Riemann von 13 Personen aus Remkersleben weiteres Stroh. Von den Gesamtkosten sollen 12 Reichstaler und 30 Silbergroschen auf Branntwein, Bier und entsprechende Steuern entfallen sein, die an Mitarbeitende ausgeschenkt wurden. Branntwein wurde vom Kloster Meyendorf, Seehausen, dem Krug in Remkersleben und aus Magdeburg bezogen. Das Bier Brey Han bezog man in größerem Umfang aus Peseckendorf aber auch aus Remkersleben selbst. Außerdem wurde aus Neindorf ein halbes Fass Altbier geliefert.
Der Kossatenhof selbst bestand jedoch schon vor dem Neubau des Wohnhauses. Vorhergehender Eigentümer war Lambert Riemann. Der Bauherr Johann Christian Riemann war dessen ältester Sohn und übernahm den Hof 1763 unter Auszahlung seiner Geschwister. Zum Hof gehörten auch Garten, Wiesen und Weiden-Flächen. Johann Christian verfügte über 7,5 Morgen Ackerfläche.
Der Bauherr verstarb bereits am 23. April 1781 und somit nur etwa zwei Jahre nach Bau des Wohnhauses. Er hinterließ seine Ehefrau Sophia Elisabetha Riemann geborene Grämern sowie drei Söhne und zwei Töchter.
Im Juli 1908 nahm der Kunsthistoriker Heinrich Bergner im Auftrag der Historischen Kommission für die Provinz Sachsen und Anhalt auch die Baudenkmäler von Remkersleben auf, wobei er neben der Sankt-Michael-Kirche und dem Trogschen Bauernhof den Kossäthenhof aufführte.
1957 wurde das Gebäude abgerissen.